# Las Navas de la Concepción
Las Navas de la Concepción ist eine Gemeinde in der Provinz Sevilla in Spanien mit 1.520 Einwohnern (Stand: 2024). Sie liegt in der Comarca Sierra Norte in Andalusien. Die Gemeinde gehört zum Parque Natural de la Sierra Norte.

## Geografie
Die Gemeinde grenzt an die Gemeinden Alanís, Constantina, Hornachuelos und La Puebla de los Infantes.

## Geschichte
Der Ort geht auf eine Ansiedlung von Schweinehirten zurück und hieß ursprünglich Navas de los Puercos. Sie erhielt im Jahre 1557 von König Philipp II. das Recht, eine Gemeinde im Verwaltungsbezirk Constantina zu bilden. Das Stadtrecht wurde ihr 1854 von  Isabella II. verliehen, wobei sie ihren heutigen Namen erhielt.

## Sehenswürdigkeiten
- Kirche Iglesia de la Purísima Concepción
- Plaza de España